# Израэль, Оскар
Оскар Израэль (1854—1907) — немецкий врач, патологоанатом.

## Биография
Оскар Израэль учился в Лейпцигском, Кильском и Берлинском университетах; в 1877 получил степень доктора медицины, с 1878 состоял ассистентом Патологического института в Берлине, с 1885 приват-доцент, с 1893 — профессор.
Из его статей важнейшие: «Ueber künstliche Poikilothermie» («Archiv für Anatomie u. Physiologie», 1877); «Die secundären Veränderungen der Circulationsorgane bei Insufficienz der Nierenthätigkeit» («Kongress für innere Medicin», 1892); «Ueber den Tod der Zelle» («Berliner klinische Wochenschrift», 1897); «Ueber die Messung des Lichtbrechungsvermögens mikroskopischer Objekte» («Verhandlungen der Deutschen Pathologischen Gesellschaft», 1898) и другие. Им написан ряд казуистических сообщений по аномалиям развития, расстройствам кровообращения, учению об опухолях и др. Отдельно изданы: «Practicum der pathologischen Histologie» (1-е изд., Берлин, 1888); «Elemente der pathologischanatomischen Diagnose» (Берлин, 1898).